# Солдатка (приток Камелика)
Солдатка — река в России, протекает в Саратовской области. Устье реки находится в 157 километрах от устья по левому берегу реки Камелик. Истоки реки находятся в Западно-Казахстанской области Казахстана. Длина реки — 45 км. Площадь водосборного бассейна — 303 км².

## Данные водного реестра
По данным государственного водного реестра России относится к Нижневолжскому бассейновому округу, водохозяйственный участок реки — Большой Иргиз от истока до Сулакского гидроузла. Речной бассейн реки — Волга от верхнего Куйбышевского водохранилища до впадения в Каспий.
Код объекта в государственном водном реестре — 11010001612112100009902.